# Прост AP02
Прост AP02 е болид, създаден от Прост Гран При за сезон 1999 от Формула 1. Пилоти за този сезон са Оливие Панис в неговия шести сезон за тима (включително и Лижие) и Ярно Трули в неговия втори сезон за тима.
След драматичен сезон с отбелязана 1 точка предходната година, 1999 г. е малко по-добра за отбора. Колата показва добри резултати като Трули за първи път достига 2-ра позиция в Нюрбургринг. След този сезон, Трули замества отказалия се от състезания Деймън Хил от Джордан, а Панис е освободен от отбора.
Отборът завършва на 7-о място при конструкторите, с девет точки.